# Nispro de Callosa d'en Sarrià

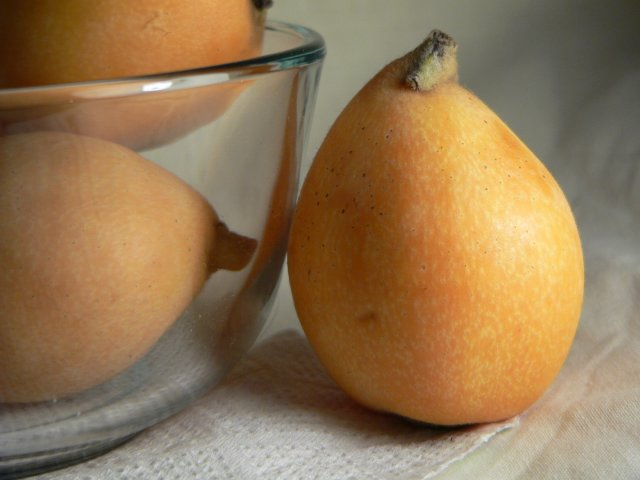
Nispro

Nispro de Callosa d'en Sarrià és una denominació d'origen protegida creada el 14 de juny de 1991 que protegeix i identifica el cultiu del nispro en dènou municipis del País Valencià pertanyents a les comarques de la Marina Baixa i l'Alacantí.

## Història
El nispro (o nispro del Japó, que no s'ha de confondre amb el nispro europeu) era considerat una planta ornamental al Japó fa mil anys. Els jesuïtes van exportar aquest arbre (que s'havia començat a conrear amb finalitats gastronòmiques en el segle xviii) a Maurici a la fi del segle xviii i a França a principis del XIX. Va ser introduït a Espanya en el segle xix pel botànic callosí Juan Bautista Berenguer y Ronda. A causa de la seua peculiar climatologia, el País Valencià ha sigut la regió amb més producció d'aquest fruit.

## Zona geogràfica
El nispro de Callosa d'en Sarrià es conrea als següents municipis: l'Alfàs del Pi, Altea, Beniardà, Benidorm, Benifato, Benimantell, Bolulla, Callosa d'en Sarrià, Confrides, Finestrat, el Castell de Guadalest, La Nucia, Orxeta, Polop, Relleu, Sella, Tàrbena i la Vila Joiosa, de la Marina Baixa, i Aigües de l'Alacantí.

## Varietats
Les varietats més conreades són Algar, Nadal, Golden i Magda com a pol·linitzadores.